# Dinu Ianculescu
Dinu Ianculescu (n. 24 martie 1925, București, România – d. 7 februarie 2017, Frankfurt am Main, Germania) a fost un actor și poet român. Actor la Teatrul Național, Teatrul Actorului de Film „C. Nottara”, Teatrul Tineretului, Teatrul Mic, a jucat pe scenă și în film timp de 40 de ani; a colaborat cu Televiziunea Română la emisiunea „Teleenciclopedia”, fiind personificat ca „vocea de sâmbătă seara”.

## Biografie
A fost fiul Aurorei (născută Vlădescu) și al lui Constantin Ianculescu, inginer. A urmat Liceul „Andrei Șaguna" din Brașov, făcând ultimele trei clase la Liceul „Sf. Sava" din București, pe care l- absolvit în 1945. În paralel s-a înscris la Conservatorul de Muzică și Artă Dramatică, pe care l-a absolvit în 1947. Din octombrie 1944 s-a angajat crainic la Radiodifuziune și actor la Teatrul Nostru (condus de Dina Cocea), apoi, după 1948, la Teatrul Național din București și la Teatrul Mic. S-a stabilit în Germania în 1985, colaborând, din 1986, cu teatrul din Darmstadt și la posturi de radio din Frankfurt și Baden-Baden. A debutat cu versuri la Universul literar (1941), apoi a fost selectat în antologia lui George Togan, Ne cheamă Ardealul (1944), primul volum, Argintatul pește și alte poezii, publicându-l abia în 1970.

## Dobândirea succesului
Înzestrat cu o voce gravă și având o frazare în care inteligența este contrapunctată de sensibilitate, actorul Ianculescu, remarcabil interpret de poezie, s-a dovedit a fi și un poet de o certă sensibilitate lirică, preocupat îndeosebi de cultivarea formelor clasice. în Argintatul pește..., imaginile și metaforele se înșiruie încă în versuri libere, cenzurate totuși de o meditație sistematizatoare, ce conturează portretul unui poet damnat, conștient de limitele sale (Căzut din Rai). Poetul-actor are obsesia unui spațiu limitat, închis precum scena, răsturnat între cerul albastru și apa care îl reflectă, uneori văzut chiar ca „un măr între două ferestre". Dar și mai obsedantă pentru el este ireversibilitatea timpului, pierduta Euridice, spre care nu poți întoarce privirea decât pedepsit de amintire: „Păstrez șuvița ta de păr, / răsplată, / pentru durerea de-a fi uitat" (Târziu). Tot așa cum, oscilând între scenă și realitate, se naște un ritm dureros între cotidian și etern, între superficialitatea vieții comune și nucleul rar al artei (Fugind din aproape).
Versurile din 41 de sonete (1975) aduc o anume rigoare a dicției în pendularea continuă a gândului sublimat poetic, tinzând spre un echilibru armonios, pentru că arta trebuie să evite și „ceea ce prisosește, și ceea ce e puțin". Poetul îl constrânge pe actor la discreție și la meditație neexhibată. Căci condiția poetului este una a limitei, „pe mal, la îmbinarea apelor", încercând fără răgaz să „lege umbra de lumină", sensibil la metamorfozele vieții omului și a naturii: „Vei pune-n sobă vreascul din pădure / care-a băut cu noi odată soare / și-n flacăra ce va zvoni ușure / vom auzi și ploile pe mare / și vântul cald care suia pe sure." Același timbru elegiac, aceeași propensiune spre linia melodică a spunerii și spre concentrarea discursului sunt vizibile în Rondeluri (1980), carte care definește întru totul un tip de sensibilitate poetică.

## Opere literare
- Argintatul pește și alte poezii (1970)
- 41 de sonete (1975)
- Rondeluri (1980)
- O lumină de cuvinte (1994)
- Un gând, un chip știut, un vis, un timp (2002)
- Cântările Cântării lui Solomon (puse în vers după Biblie) (2008)
- În aşteptarea timpului ştiut (2009)

### În surse germane
- Streiflicht, Eine Auswahl zeitgenössischer rumänischer Lyrik, bilingv, traducere de Christian W. Schenk, Dionysos Verlag, Kastellaun, 1994, ISBN 3-9803871-1-9

## Filmografie
- Tudor (1963)
- Titanic-Vals (1965) - judecătorul
- Mihai Viteazul (1971)
- Zestrea (1973)
- Pe aici nu se trece (1975)
- Cadavrul viu (TV, 1975)
- Ediție specială (1978)
- Clipa (1979)
- Bietul Ioanide (1980)
- Trandafirul galben (1982)
- Misterele Bucureștilor (1983)
- Fructe de pădure (1983)
- Secretul lui Bachus (1984) - șeful de sală de la restaurant
- Numai iubirea (2004)